# Diablos Azules de Guasave
El club Diablos Azules de Guasave fue un equipo de fútbol de México, localizado en la ciudad de Guasave en Sinaloa. Jugó en el grupo 11 de la Tercera división mexicana. En su última temporada fue dirigido por Mauricio Gómez.

## Historia
El club Diablos Azules de Guasave nace en 1985 con el apoyo del Gobierno Municipal e inversionistas con visión en Guasave, ya que es una región del país donde se encuentra gran cantidad y calidad de grandes deportistas y en el caso del fútbol, Ramón "Nato" Bernal Sánchez, Miguel Navarro, Carlos Alcala, Alex Baldenebro, Gaspar López y el reconocido Javier Pardini, el equipo inicia en Tercera División donde se mantiene 8 años y en la temporada 1996-1997 se logra un subcampeonato de la mano de su Director Técnico José Juan González, este subcampeonato le dio derecho al ascenso a Segunda división y aquí permanece 3 años en la zona occidente, llegando en 3 ocasiones a semifinales, y para la temporada 2000-2001 se vende la franquicia y se pone una de Tercera, jugando un solo año en esta división y reapareciendo en la 2002-2003 de nuevo en Tercera División, pero ahora en la zona pacífico norte.
Jugadores que han brotado del club el caso del portero Oscar Dautt que militó en los clubes de Monterrey, Toros Neza, Puebla, Tigres y Tijuana del máximo circuito nacional.
Hoy en día el club se ha consolidado de nuevo, después de que aquel subcampeón se desformara por causas externas al club, se retoma la fase y proyecto cecadep, se construyeron 3 canchas con césped profesional y una casa mayor toda equipada para los jugadores que nacen de la nueva casa Diablos Azules fuerzas básicas, hoy en día el club se encuentra en Tercera División Nacional, con un rumbo firme y con vísperas al ascenso.
El equipo ha aportado jugadores a la Selección Nacional en las categorías Sub-16 y Sub-15, tal es el caso de José Miguel López Serrano representando y obteniendo el campeonato del Torneo Toyota de Japón en la categoría Sub-16, celebrado el 2013 en el país del sol naciente, otro caso es el de los jóvenes Francisco Alexander Acosta Ordinoca y Pablo Renato Leyva Valdez quienes fueron convocados a la Selección Nacional Sub-15, disputando el torneo Lennart Johansson Academy Trophy 2014, del cual salieron campeones derrotando al Barcelona por la mínima diferencia.
El 13 de julio de 2018 se anunció la desaparición del equipo debido a los altos costos que generaba mantener al club compitiendo en la Tercera División.

## Plantilla que logró el Ascenso a Segunda División
| Número | Nombre                      |
| ------ | --------------------------- |
| 9      | Orlando "Payton" Soto       |
| 48     | Rafael Román                |
| 51     | Juan Pablo Ruelas           |
| 5      | Duviel Rendón               |
| 32     | Antonio Velázquez           |
| 17     | Enrique Méndez              |
| 19     | Sigifredo López L.          |
| 2      | Edgar Pinto                 |
| 8      | Luis Saracho                |
| 27     | Ignacio Reynaga             |
| 11     | Jorge Ávalos                |
| 26     | Víctor Ezpinoza Chicuate    |
| 18     | Javier Pardini              |
| 20     | Edsón Velázquez             |
| 30     | Manuel Román                |
| 15     | Santiago Agramón            |
| 16     | Ricardo "Snoopy" Pérez      |
| 60     | Baltazar Aguilasocho        |
| 21     | Gerardo Villanazul          |
| 58     | Rubén Alberto "Indio" Leyva |

## Temporada 2014-2015
| Jornada | Fecha                           | Local                     | Marcador    | Visita                     | Estadio                   | Goles de Diablos Azules                                                                          |
| ------- | ------------------------------- | ------------------------- | ----------- | -------------------------- | ------------------------- | ------------------------------------------------------------------------------------------------ |
| 1       | 24 de octubre de 2014 Viernes   | Diablos Azules de Guasave | 2 - 1       | Deportivo Navolato         | Armando "Kory" Leyson     | 7 Carlos Iván Moreno + 17 Sergio Rivera                                                          |
| 2       | 1 de noviembre de 2014 Sábado   | Obregón                   | 0 (5)- 0(6) | Diablos Azules de Guasave  | Manuel Piri Sagasta       | -                                                                                                |
| 3       | Descanso                        | -                         | -           | -                          | -                         | -                                                                                                |
| 4       | 15 de noviembre de 2014 Sábado  | Poblado Miguel Alemán     |             | Diablos Azules de Guasave  | Alejandro López Caballero |                                                                                                  |
| 5       | 19 de noviembre de 2014 Viernes | Diablos Azules de Guasave |             | Guerreros de La Cruz       | Armando "Kory" Leyson     |                                                                                                  |
| 6       | 21 de noviembre de 2014 Viernes | Águilas de la UAS         | 4 - 2       | Diablos Azules de Guasave  | Universitario             | 17 Sergio Rivera + Gonzalo Reveles                                                               |
| 7       | 28 de noviembre de 2014 Viernes | Diablos Azules de Guasave | 7 - 0       | Héroes de Caborca          | Armando "Kory" Leyson     | 10 Emmanuel Angulo (2) + 17 Sergio Rivera + 19 Rafael Cervantes (2) + 15 Luis Alejandro González |
| 8       | 7 de diciembre de 2014 Domingo  | Tiburones de Ensenada     | 2 (4)- 2(3) | Diablos Azules de Guasave  | Municipal Ensenada        | 17 Sergio Rivera + Pedro Sotelo                                                                  |
| 9       | 12 de diciembre de 2014 Viernes | Diablos Azules de Guasave | 2 - 0       | Xoloixcuintles de Caliente | Armando "Kory" Leyson     | 10 Emmanuel Angulo (2)                                                                           |

## Temporadas
| Temporada | División           | Posición                     |
| --------- | ------------------ | ---------------------------- |
| 2014/2015 | 5.Tercera División | 4o. G XIII (Treintaidosavos) |
| 2015/2016 | 5.Tercera División | 8o. Grupo XIII               |
| 2016/2017 | 5.Tercera División | 4o. Grupo XIII               |
| 2017/2018 | 5.Tercera División | 6o. GXI (Treintaidosavos)    |